# Premiile Globul de Aur
Premiile Globul de Aur (în engleză Golden Globe Award) sunt premii americane pentru filme și seriale, oferite în fiecare an în timpul unei cine de lux. Acordate între 1944 și 2023 de către Asociația de presă străină de la Hollywood (Hollywood Foreign Press Association, HFPA), iar din 2024 de Dick Clark Productions, Globurile de Aur ocupă un loc important în seria de premii cinematografice, culminând cu Premiul Oscar. Transmisia Globurilor se află pe locul trei în topul celor mai vizionate festivități ale anului, după Premiile Oscar și Premiile Grammy. Premiile Globul de Aur sunt decernate la sfârșitul lunii ianuarie pentru filmele sau seriile TV rulate cu un an în urmă.

## Istorie
Globurile de Aur s-au ținut pentru prima dată în 1944. De atunci s-au ținut anual, cu locații diferite în următorul deceniu, în special Beverly Hills Hotel, Hollywood Knickerbocker Club și Hollywood Roosevelt Hotel. La începutul aniilor '50, HFPA a hotărât să adauge un premiu special acordat meritelor în industria divertismentului. Pentru a oferi mai multă importanță acestui premiu și pentru a dovedi importanța sa pentru industria divertismentului, a fost acordat lui Cecil B. DeMille în 1952. De atunci, acest premiu se numește Cecille B. DeMille Award. Primul premiu a fost oferit anul următor lui Walt Disney.
Premiile la această ceremonie au fost oferite la început de către jurnaliști care făceau parte din Asociație. Totuși, din 1958 au fost prezentate de mari nume ale televiziunii și cinematografiei, începând cu Frank Sinatra, Dean Martin și alții. 
În 1963 s-a introdus conceptul de Miss Golden Globe iar, în anul inaugural, au fost două Miss Golden Globe: Eva Six și Donna Douglas.
Începând cu anul 2007, s-a introdus o nouă categorie, Cel mai bun film de animație.

## Întreruperea din 2008
Pe 7 ianuarie 2008 s-a anunțat că, din cauza grevei scenariștilor din 2007-2008, cea de-a 65-a ediție a Globurilor de Aur nu va fi transmisă în direct. S-a luat această decizie după ce scenariștii au amenințat că vor boicota ceremonia. Asociația de presă străină de la Hollywood a fost obligată să adopte o nouă modalitate de transmisie. Întreaga ceremonie de decernare a premiilor a avut loc în cadrul unei conferințe de presă care a durat doar 31 de minute, fiind cea mai scurtă ceremonie de decernare a unor premii din istorie. Câștigătorii aveau să își primească ulterior trofeul. A fost pentru prima dată în istoria Globurilor de Aur când premiile au fost acordate în cadrul unei conferințe de presă.

## Recorduri
- La La Land este filmul cu cele mai multe premii câștigate, șapte;
- Tot La La Land are cel mai bun scor perfect, câștigând șapte premii din tot atâtea nominalizări;
- Zbor deasupra unui cuib de cuci și  La La Land sunt singurele filme care să câștige cele cinci premii importante: Cel mai bun film, Cel mai bun regizor, Cel mai bun actor, Cea mai bună actriță și Cel mai bun scenariu;
- Nashville deține recordul pentru cele mai multe nominalizări (11) dar nu a reușit să câștige decât un singur premiu, pentru Cea mai bună melodie originală;
- Cui i-e frică de Virginia Woolf?, Bonnie și Clyde, Ghici cine vine la cină?, După-amiază de câine, Foul Play, Ragtime și Nașul: Partea a III-a dețin recordul pentru cele mai multe nominalizări fără să câștige niciun premiu (7);
- Actrița Barbra Streisand deține recordul pentru cele mai multe trofee câștigate (10), urmată de Tom Hanks și Meryl Streep (câte nouă);
- Meryl Streep (33) și John Williams (27) dețin recordul pentru cele mai multe nominalizări;
- Sigourney Weaver, Joan Plowright, Kate Winslet și Helen Mirren sunt singurele persoane care să câștige două premii pentru interpretare în același an;
- Actorul Jamie Foxx deține recordul pentru cele mai multe nominalizări în același an, primind trei nominalizări în anul 2005;
- Elia Kazan deține recordul pentru cele mai multe premii câștigate de un regizor (4) în vreme ce Steven Spielberg deține recordul pentru cele mai multe nominalizări (10);
- Francis Ford Coppola, Clint Eastwood și Steven Soderbergh sunt singurii regizori care să primească două nominalizări în același an;
- Ricky Schroeder este cea mai tânără persoană care să câștige un premiu, având nouă ani când a câștigat premiul pentru Cel mai bun actor debutant în 1980;
- Ennio Morricone este cea mai în vârstă persoană care să câștige Globul de Aur, având 87 de ani când a câștigat premiul pentru coloana sonoră a filmului Cei 8 odioși.

## Premii oferite

### Cinema
- Cel mai bun film - Dramă
- Cel mai bun film - Muzical sau Comedie
- Cel mai bun regizor
- Cel mai bun actor - Dramă
- Cel mai bun actor - Muzical sau Comedie
- Cea mai bună actriță - Dramă
- Cea mai bună actriță - Muzical sau Comedie
- Cel mai bun actor în rol secundar
- Cea mai bună actriță în rol secundar
- Cel mai bun scenariu
- Cea mai bună coloană sonoră
- Cea mai bună melodie originală
- Cel mai bun film străin
- Cel mai bun film de animație
- Premiul Cecil B. DeMille

### Televiziune
- Cel mai bun serial TV – Dramă
- Cea mai bună Comedie sau Muzical
- Cel mai bun actor de televiziune – Dramă
- Cel mai bun actor de televiziune – Comedie sau Muzical
- Cea mai bună actriță de televiziune – Dramă
- Cea mai bună actriță de televiziune – Comedie sau Muzical
- cea mai bună miniserie sau film de televiziune
- Cel mai bun actor într-o miniserie sau film de televiziune
- Cea mai bună actriță într-o miniserie sau film de televiziune
- Cel mai bun actor în rol secundar într-o miniserie sau film de televiziune
- Cea mai bună actriță în rol secundar într-o miniserie sau film de televiziune
- Premiul Carol Burnett

Premii retrase:
- Cel mai bun documentar. Acordat până în 1977
- Cel mai bun film străin în limba engleză. Acordat între 1957 - 1973
- Cel mai bun actor debutant. Acordat până în 1983
- Cea mai bună actriță debutantă. Acordat până în 1983